# Marty Cooper
Martin James (Marty) Cooper (Denver, 12 maart 1946) is een Amerikaans zanger en songwriter, die actief was in de jaren zestig en zeventig. In het begin van zijn carrière maakte hij gebruik van het pseudoniem El Clod. Hij schreef in 1961 met H.B. Barnum het liedje "Peanut Butter", dat een hit werd voor de Afro-Amerikaanse soulgroep The Marathons. Van 1963 tot 1968 vormde Cooper met Lee Hazlewood en diens vrouw de folkgroep The Shacklefords. Het door hem geschreven "Hey Harmonica Man" werd in 1964 een kleine hit voor Stevie Wonder. Barnaby Records bracht in 1972 Coopers soloalbum A Minute of Your Time uit. De muziek op dit album werd voorzien van orkestrale arrangementen door Larry Muhoberac.